# Satomi Yoshiyasu
Satomi Yoshiyasu (里見義康?; 1573 – 1603) è stato un samurai del clan Satomi durante il periodo Sengoku.
Yoshiyasu era figlio di Satomi Yoshiyori. Si sottomise a Toyotomi Hideyoshi e lo assistette nell'assedio di Odawara, essendo così presente nel momento della caduta dei loro rivali storici, gli Hōjō. 
Perse i suoi possedimenti a Kazusa e Shimōsa, ma furono confermati quelli ad Awa, con un reddito di 92.000 koku. Si unì a Tokugawa Ieyasu nella campagna di Sekigahara ed i suoi possedimenti furono aumentati a 120.000 koku.